# Smicridea parva
Smicridea parva är en nattsländeart som beskrevs av Banks 1939. Smicridea parva ingår i släktet Smicridea och familjen ryssjenattsländor. Inga underarter finns listade i Catalogue of Life.